# Liste der Kulturdenkmäler in Dintesheim
In der Liste der Kulturdenkmäler in Dintesheim sind alle Kulturdenkmäler der rheinland-pfälzischen Gemeinde Dintesheim aufgeführt. Grundlage ist die Denkmalliste des Landes Rheinland-Pfalz (Stand: 25. März 2025).

## Einzeldenkmäler
| Bezeichnung         | Lage                                  | Baujahr | Beschreibung                                                                   | Bild            |
| ------------------- | ------------------------------------- | ------- | ------------------------------------------------------------------------------ | --------------- |
| Evangelische Kirche | Hauptstraße 22 Lage                   | 1535    | im Kern spätgotischer Saalbau, Umbauten bezeichnet 1535 und im 18. Jahrhundert | Fotos hochladen |
| Wasserbehälter      | westlich des Ortes; Flur Am Berg Lage | 1927    | klassizierender Bossenquaderbau, bezeichnet 1927                               | Fotos hochladen |